# Queens of the Stone Age
Queens of the Stone Age (también conocidos como QOTSA o simplemente Queens) (en español: Reinas de la Edad de Piedra) es una banda estadounidense del stoner rock y del rock alternativo. Fue formada en 1997 por Josh Homme, dos años después de la desintegración de Kyuss, su banda anterior, y contó con la participación de sus excompañeros Nick Oliveri y Alfredo Hernández.
La banda ha lanzado siete álbumes de estudio y tres EPs. Su música, al igual que la de Kyuss, ha sido catalogada dentro del stoner rock, aunque la banda rechaza este término. Ha sido nominada a cuatro premios Grammy por sus canciones «No One Knows», «Go With the Flow», «Little Sister» y «Sick, Sick, Sick».

## Historia

### Orígenes
En 1996 la banda Kyuss, pionera del stoner rock y stoner metal, se disolvió tras cuatro álbumes de estudio y sus componentes se recolocaron rápidamente en nuevos proyectos. El guitarrista Josh Homme entró en Screaming Trees, y el bajista Nick Oliveri se marchó a la banda de punk rock Dwarves. El baterista Brant Bjork ya estaba tocando con Fu Manchu y el vocalista John Garcia formó Slo Burn y más tarde Unida.
En 1997 Homme estaba viviendo en Seattle y se encontraba de gira con Screaming Trees cuando se puso en contacto con Matt Cameron, baterista de los también disueltos Soundgarden, para grabar algunas demos bajo el nombre de Gamma Ray. Homme volvió a Palm Desert tras la grabación y contactó con el batería de la última etapa de Kyuss, Alfredo Hernández. Sin embargo, ya existía una banda alemana de power metal llamada Gamma Ray, así que Homme decidió cambiar el nombre por el de Queens of the Stone Age; este nombre se debe a una broma que realizó Chris Goss, componente de Master of Reality y productor, durante la grabación de uno de los álbumes de Kyuss: «Chicos, suenan como las reinas de la edad de piedra».
Un año después la banda comenzó la grabación de su primer álbum y marcó las bases de lo que Homme definió como robot rock. Queens of the Stone Age se puso a la venta el 22 de septiembre de 1998 mediante Loosegroove Records, un sello discográfico independiente que fundó el guitarrista de Pearl Jam, Stone Gossard. En la parte final de «I Was a Teenage Handmodel», última canción del álbum, se puede escuchar el mensaje que dejó Oliveri en el contestador de Homme resaltando su placer por haber sido invitado a formar parte de la banda. Es importante decir que Oliveri se unió a la banda después de que el álbum fuera grabado y que todas las canciones del mismo fueran compuestas por Homme. La banda logró un relativo éxito en las radios alternativas estadounidenses con su sencillo «If Only».
La banda, ya con Oliveri y Dave Catching trabajando de lleno en ella, se embarcó en una gira para promocionar su álbum debut que duraría cerca de dos años y en la que actuarían junto a grupos como Bad Religion, Rage Against the Machine o The Smashing Pumpkins. Homme, mientras tanto, continuó sus grabaciones en The Desert Sessions para el sello Man's Ruin Records. Este proyecto le llevó a colaborar con bandas como Monster Magnet, Soundgarden o Fu Manchu.

### Rated R(1999–2001)

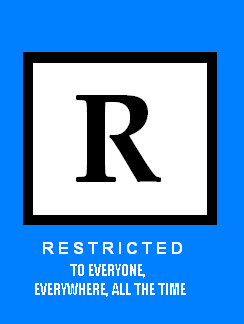
Símbolo que aparece en el álbum de Rated R y que indica que el contenido de una producción no es apto para menores de edad.

El origen del título del disco, Rated R, es la denominación que en Estados Unidos indica que el contenido de una producción no es apto para menores de edad. Se grabó con dos máquinas analógicas de dieciséis pistas en los estudios Sound City de Los Ángeles, estudios que ya les eran familiares tras grabar varios discos en su etapa con Kyuss. Rated R fue producido por Josh y Chris Goss y dirigido por Trina Shoemaker. Interscope Records lanzó este material el 6 de junio de 2000, donde colaboraron varios artistas como Rob Halford, vocalista de Judas Priest; Gene Trautman, batería de Desert Sessions; Dave Catching, el propio Chriss Goss tocando todos los instrumentos posibles y Mark Lanegan, cantante de Screaming Trees.
La banda logró un gran éxito con Rated R, gracias a su potente y polémico sencillo «Feel Good Hit of the Summer», cuyas letras se basan, únicamente, en siete drogas: nicotina, valium, vicodina, marihuana, éxtasis, alcohol y cocaína. Las novedades musicales con respecto a su álbum debut y a Kyuss es la utilización de otros instrumentos como el vibráfono en «The Lost Art of Keeping a Secret» y los vientos experimentales de «I Think Lost My Headache», combinado con los clásicos riffs de Homme.
Durante el festival de Rock in Rio en 2001, el bajista Nick Oliveri fue arrestado tras tocar en el escenario desnudo, sólo con su bajo cubriendo sus genitales. Tras su trabajo en el álbum, Mark Lanegan entró en la banda como miembro oficial, puesto que mantendría en la banda hasta finales de 2005. Hacia el final de la gira de Rated R, la actuación de Queens of the Stone Age en el Rock am Ring de Alemania fue, de acuerdo con las palabras de Homme, «el peor concierto que hemos dado y delante de 40 000 personas».

### Songs for the Deaf(2001–2004)
A finales de 2001 y comienzos de 2002 Homme logró reclutar a Dave Grohl de nuevo en una batería para grabar un álbum después de su pasado en Nirvana. Con respecto a Grohl, si es o no un miembro fijo, Homme responde que «él está en su propia banda, Foo Fighters. Creo que esa es su prioridad. Lo que hicimos juntos fue cosa de un momento, como si buscáramos el momento clásico, ideal. Lo haces porque no pasa muy a menudo. Esa es la sensación que hemos tenido desde que somos amigos y ahora lo plasmamos en un disco. Creo que Dave toca la batería para que nadie se olvide de dónde viene, de qué es lo que ha hecho siempre. Estamos muy contentos de tenerlo». El sonido pesado del stoner rock y las continuas comparaciones con Nirvana se acentúan con la inclusión de Grohl y de otro de los músicos importantes del grunge de comienzos de los noventa en Seattle: Mark Lanegan, vocalista de la banda de grunge Screaming Trees, grupo con el sello de Sub Pop Records. También se une a la banda el guitarrista Troy Van Leeuwen, exmiembro de A Perfect Circle.

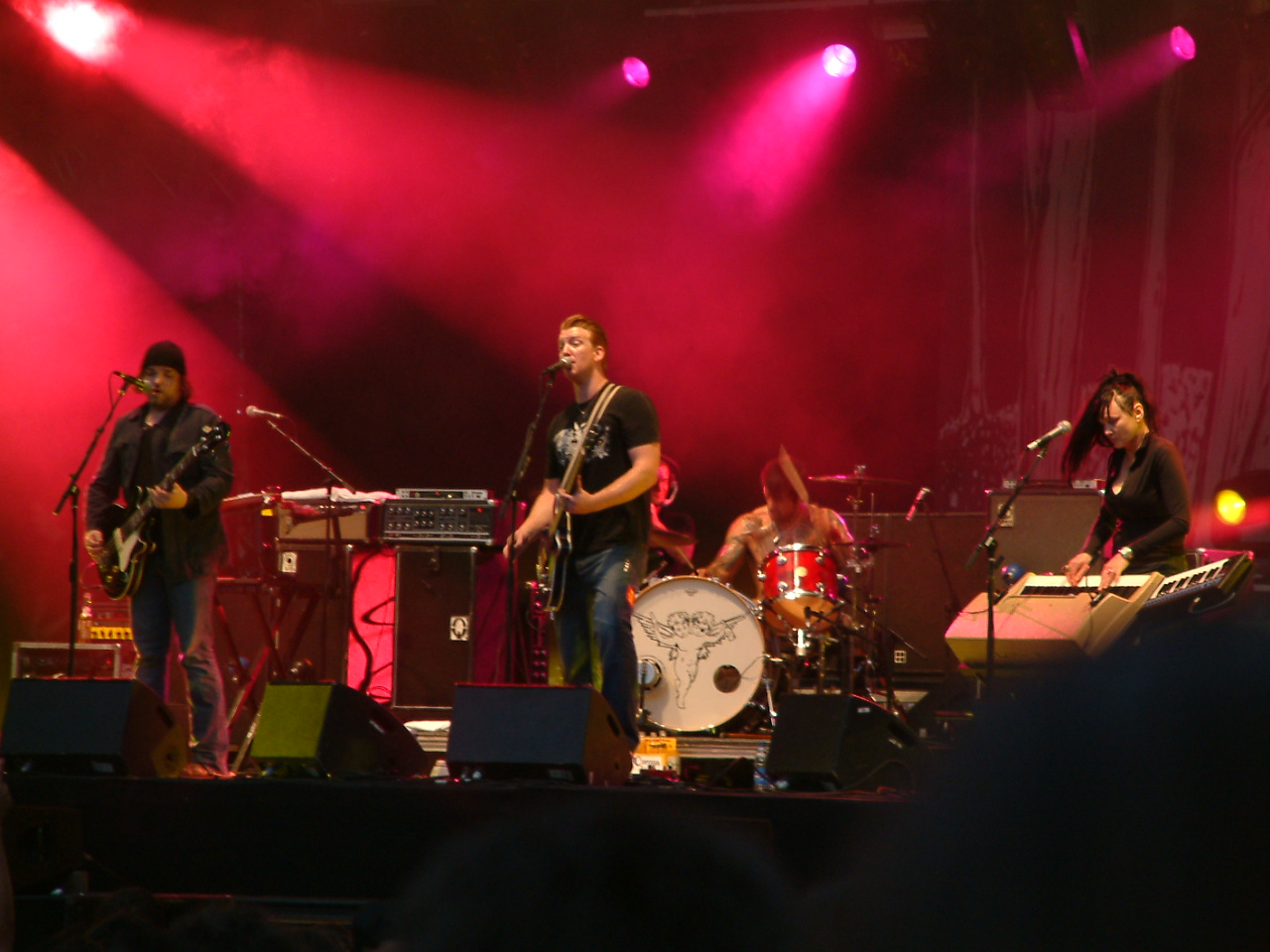
Concierto de la banda en París, en 2005.

Con Songs for the Deaf, QOTSA logra el éxito definitivo a nivel internacional, gracias, en parte, al buen cartel que significaba contar con Grohl en la batería. Tres sencillos fueron extraídos del disco: «No One Knows», «Go with the Flow» y «First It Giveth», lo que le valió conseguir estar entre los veinte primeros del Billboard 200 de 2002. El disco consiguió el disco de oro en Estados Unidos habiendo vendido 900 000 copias en 2003. A pesar del gran éxito del álbum, Grohl regresó a sus proyectos personales durante la gira europea de la banda y fue sustituido por Joey Castillo.
Las Desert Sessions que Homme estaba organizando en El Rancho de la Luna, California, provocó que la banda adquiriese un nuevo sonido en 2001 junto a Mark Lanegan que influyó en la transición de sonido del grupo entre Rated R y Songs for the Deaf: «preparamos otra sesión con la colaboración de Dean Ween, PJ Harvey, Twiggy Ramírez y mi buen amigo Jesee Devil Hughes. Uno de nuestros propósitos es pintar los mismos paisajes emocionales que pintan, por ejemplo, Giant Sand, pero a nuestra manera. Quiero decir, que hay un modo de ser inteligentemente estúpido y es poniéndole fronteras a los sonidos del rock and roll, porque todos tienen los mismos elementos primarios. Y los paisajes emocionales y físicos tienen que empapar todo lo que tocas. El desierto lo llevó dentro y sé que es un lugar muy romántico para otros, y entiendo por qué, ya que son paisajes muy abiertos que tienen su manera de hacerte sentir pequeño. No eres importante en el desierto».

### Expulsión de Oliveri
En febrero de 2004 la banda perdió a dos de sus hombres fundamentales: Nick Oliveri y Mark Lanegan. Oliveri fue expulsado de QOTSA en un comunicado oficial donde se señalaba que las causas que motivaron esta decisión fueron «un número de incidentes ocurridos en los últimos dieciocho meses han impulsado la decisión de que los dos (Oliveri y Homme) miembros del grupo no podían seguir trabajando juntos». Por su parte Mark Lanegan también se despidió de las giras con QOTSA alegando que, simplemente, quería tener más tiempo para sus propios proyectos, sin embargo volvió a colaborar en varias canciones de los siguientes álbumes.

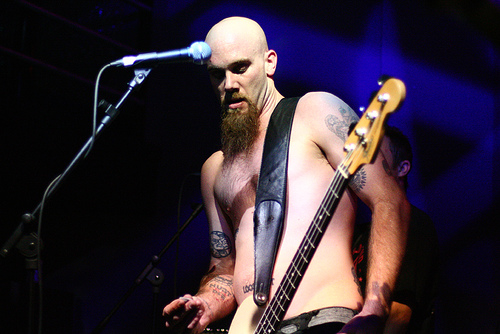
Nick Oliveri durante un concierto con QOTSA.

El desencuentro final con Oliveri se produjo el 27 de noviembre de 2004, cuando la banda se encontraba de gira por España, en la sala Razzmatazz de Barcelona. Oliveri, parece ser que pasado de absenta, comenzó a lanzar botellas contra el público congregado en la sala. Homme recuerda que «ese día Nick estaba enfadado por algo que no tenía que ver con el grupo y arruinó el concierto. Al segundo tema le lanzó unas botellas al público de muy malas maneras, una de las cuales le asestó a una chica en la cabeza que se desmayó, y al preguntarle que qué le pasaba me dijo que el público estaba muerto y que no le gustaba. Pero era tan sólo el segundo tema y la sala estaba agotada». Homme pensó en abandonar la sala en ese momento, pero decidió continuar porque «no iba a asumir algo que hizo otra persona». Tras finalizar el concierto, Homme fue decidido al camerino de Oliveri «dispuesto a romperle la cara a Nick por su actitud y por lo que había hecho», sin embargo, el suelo resbaladizo del local evitó que los músicos llegasen a las manos.
Sin embargo, Oliveri relató una versión muy distinta de los hechos y aseguró que Homme le dejó entrever que no quería que siguiese en la banda porque golpeaba a su novia, algo que Oliveri negó rotundamente, pero que luego y tras una serie de denuncias por parte de su novia por la supuesta posesión de cocaína, armas ilegales y metanfetaminas, sería ratificado. Además, añade que se enteró mediante Internet de su despido. Ahora sigue con su banda Mondo Generator y en una entrevista concedida a la revista británica The Skinny, Oliveri confesó que si Homme le llamase para volver a la banda, volvería. Al igual que si John Garcia (líder de Kyuss) le preguntase si estaría dispuesto a reunirse con el resto de Kyuss.

### Lullabies to Paralyze(2004–2006)

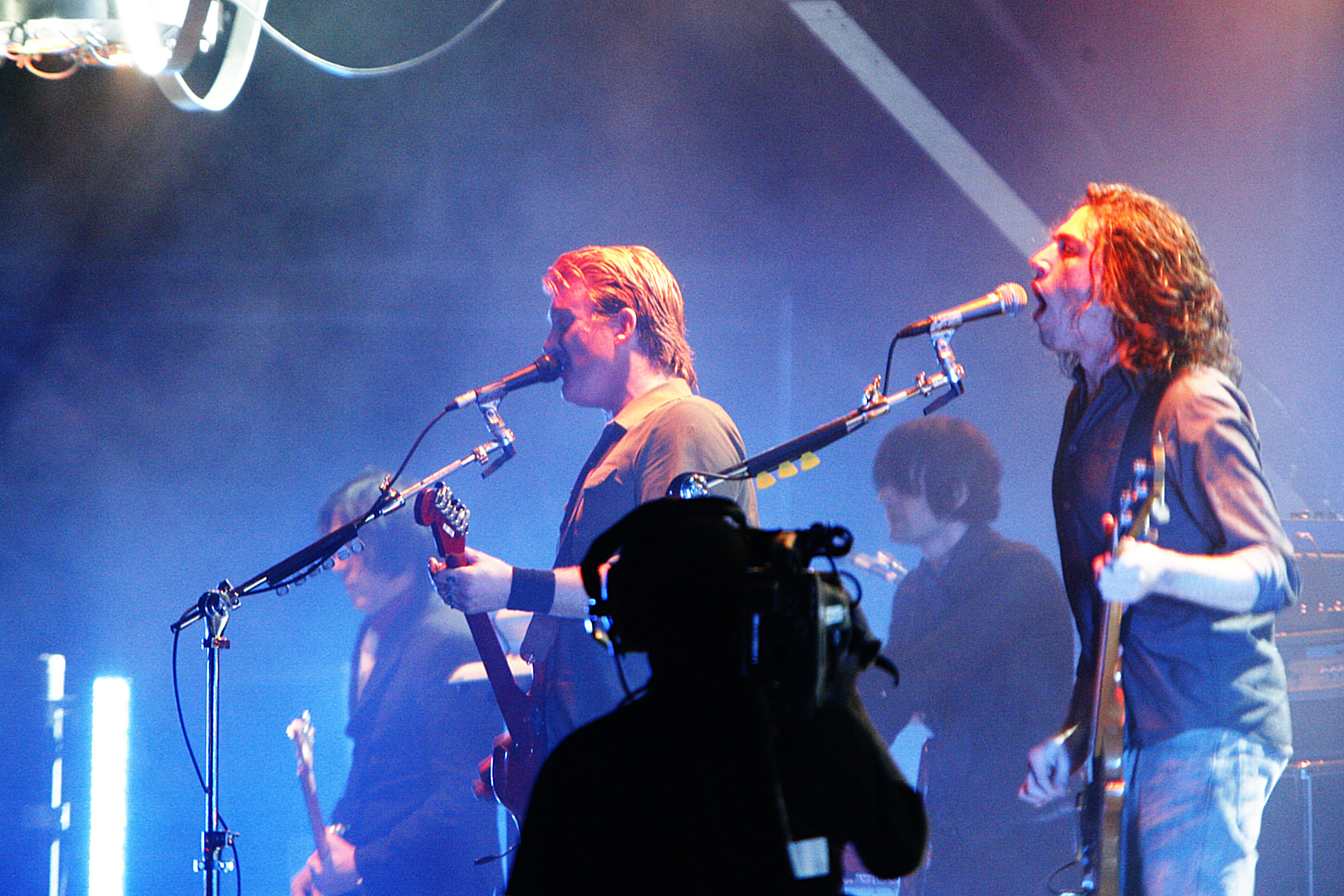
Queens of the Stone Age en el festival Eurockéennes de 2007.

En 2005, Homme, junto con el multinstrumentista de Eleven Alain Johannes y el resto de miembros de la banda, Van Leeuwen y Castillo, grabaron el cuarto álbum de estudio de Queens of the Stone Age, Lullabies to Paralyze, título tomado de la letra de «Mosquito Song», una canción de su anterior álbum. El lanzamiento del álbum desveló la aparición de varios artistas invitados como Billy Gibbons de ZZ Top, Shirley Manson, cantante y líder de Garbage, o Brody Dalle, líder de Distillers (y exesposa de Homme). A pesar de que Lanegan rechazó una invitación para permanecer con el grupo, el excantante de Screaming Trees grabó las voces de algunos temas (como el solo en la apertura del álbum) y apareció con la banda en la gira del álbum tanto como su salud se lo permitió. Se rumoreó que Homme echó a Lanegan, sin embargo, esto fue negado.
A finales de 2005 y tras haber acompañado a Nine Inch Nails en la gira norteamericana de la banda de Trent Reznor, en un concierto de QOTSA en el Wiltern Theater de Los Ángeles, Homme presentó a la multitud a John Garcia, exvocalista y compañero de Homme en Kyuss, con quien interpretó aquella noche «Thumb», «Hurricane» y «Supa Scoopa and Mighty Scoop». Esto renovó las esperanzas de los seguidores de Kyuss para una hipotética reunión, aunque anteriormente Homme y Garcia aseguraron en varias ocasiones que jamás se reuniría a Kyuss.
En noviembre de ese mismo año, la banda puso a la venta un doble trabajo llamado Over the Years and Through the Woods, que contiene un CD y un DVD de un concierto que la banda ofreció en agosto en el Carling Academy Brixton de Londres. En el DVD también se pueden encontrar imágenes inéditas de la banda desde 1998 hasta 2005.

### Era Vulgaris(2006–2008)
El Día de San Valentín de 2007 QOTSA dio primicias en su propia web adelantando colaboraciones, imágenes de la banda en el estudio y revelaron que en junio de ese mismo año saldría Era Vulgaris. Destacan las aportaciones estelares de Trent Reznor, de Nine Inch Nails y Julian Casablancas, de The Strokes. Repitieron Lanegan, exmiembro de QOTSA, y Billy Gibbons, de ZZ Top.
La banda completó el álbum en abril de 2007 y lo lanzó al mercado estadounidense en junio del mismo año. Las pistas «Sick, Sick, Sick» y «3's & 7's» fueron lanzadas como sencillos a comienzos de junio. Homme describió la grabación como «oscura, dura y eléctrica, como un tipo de trabajador de la construcción».

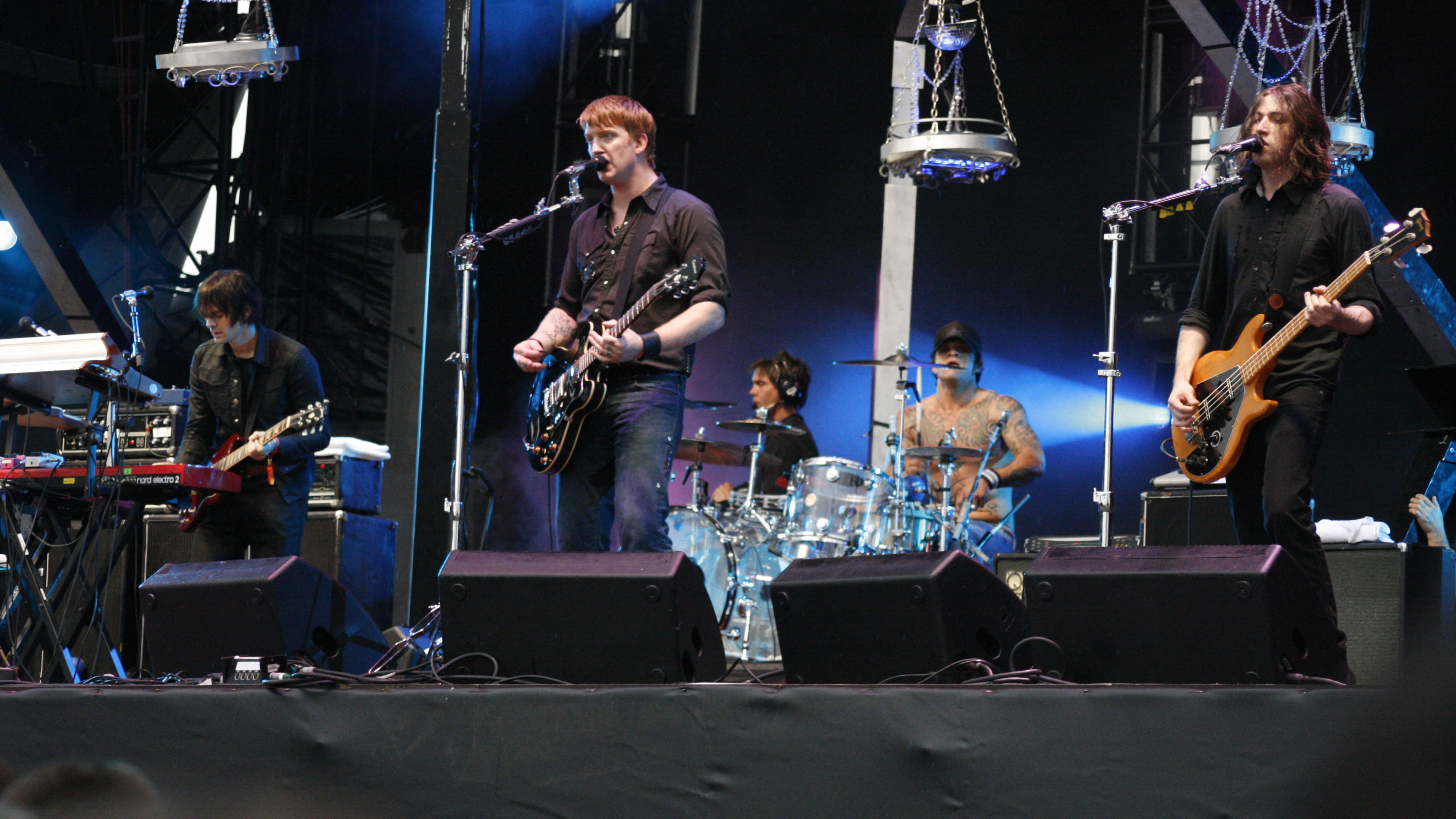
Concierto de la banda en Londres, en 2007.

En la formación volvieron a producirse cambios. Michael Shuman (Wires On Fire, Jubilee) ocupó el bajo y Dean Fertita (The Waxwings, The Raconteurs) los teclados y la tercera guitarra ocasional. El primero sustituyó a Alain Johannes y el segundo a la teclista rusa Natasha Shneider. En julio de 2007, Van Leeuwen declaró que la banda había escrito nuevo material, a lo que Homme sugirió más tarde que podía ser incluido en un EP. Tras una entrevista con Homme, el periódico canadiense The Globe and Mail informó que el EP «podría contener diez caras B grabadas durante las sesiones del Era Vulgaris». Más tarde se supo que el EP no saldría al mercado ya que la compañía discográfica no estaba dispuesta a lanzar nuevo material de QOTSA en ese momento.
Respecto al título del trabajo, Homme asegura que «Era Vulgaris suena a erótico y a sucio, pero de una manera inteligente. Me gusta provocar con un título así. Es la era que tenemos en común los americanos. Las letras y la música suenan como una versión de mi generación.»
La banda comenzó una gira por Norteamérica en 2007 a la que llamaron Duluth Tour, debido al hecho de que la banda iba a visitar pequeños pueblos y ciudades en los que nunca antes habían estado, tales como Duluth, Minnesota. La gira se extendió desde entonces a otras áreas como el Reino Unido, donde la banda ofreció más conciertos que en ninguna de sus anteriores giras británicas. QOTSA viajó a Australia a finales de marzo hasta comienzos de abril de 2008, donde tocarían en el V Festival y en mayo de 2008, la banda completó la etapa canadiense.
Unos días después de la muerte por cáncer de la teclista rusa Natasha Shneider, acontecida el 2 de julio de 2008, la banda actualizó su web oficial con un mensaje póstumo de Homme en la portada en honor a la música moscovita. El 16 de agosto de 2008, Queens of the Stone Age actuó en honor a Shneider en el Henry Fonda Theatre de Los Ángeles. La banda se reunió en el escenario con artistas como Alain Johannes, Jack Black y Kyle Gass, Matt Cameron, Brody Dalle, Jesse Hughes, Chris Goss y PJ Harvey, donde tocaron varias canciones de QOTSA y de otros grupos. La recaudación del concierto fue para sufragar los costos asociados con la enfermedad de Natasha.
El 22 y 23 de agosto de 2008, Queens of the Stone Age tocó el último concierto de la gira de Era Vulgaris en los Festivales de Reading y Leeds en el Reino Unido, y Josh Homme anunció en una entrevista con la BBC que estaban pensando en volver a los estudios para grabar el próximo álbum.

### Nueva década
No obstante, Homme dio preferencia a la banda formada ese mismo año, con el mítico exbajista de Led Zeppelin, John Paul Jones y el baterista Dave Grohl, Them Crooked Vultures, con quienes edita finalmente un disco en el año 2009.
Al mismo tiempo Dean Fertita se unió a The Dead Weather, Troy Van Leeuwen armó un proyecto paralelo llamado Sweethead, Joey Castillo estuvo trabajando con Eagles of Death Metal, y el bajista Michael Shuman asumió el doble rol de baterista y cantante en el grupo Mini Mansions.
En 2010 QOTSA se juntan nuevamente y salen de gira, reeditando Rated R en versión doble de lujo, mientras que en 2011 lanzan la esperada reedición del ya inconseguible -a precios moderados, al menos- álbum debut, el cual fue remasterizado e incluyó temas extra.
El 26 de junio de ese mismo año aparecen en el Festival de Glastonbury, en Inglaterra, presentándose en septiembre en el festival del 20 aniversario de Pearl Jam.
En noviembre de 2012 Josh Homme declara a través de la BBC que Joey Castillo ha abandonado el grupo, siendo reemplazado por John Theodore (ex The Mars Volta).

La banda firma con Matador Records y comienza a grabar una trilogía, la cual no se había confirmado que se trataba de tal hasta 2023 con el lanzamiento de ... In Times New Roman.
“And now I’ve managed to complete a cycle again: ‘In Times New Roman…’ ‘Villains’ come ‘…Like Clockwork.’”

### ...Like Clockwork(2013–2015)
En junio del año 2013, sale a la venta el sexto álbum ...Like Clockwork, concebido tras la convalecencia de Josh Homme quien estuvo cerca de la muerte a causa de estafilococo áureo resistente a la meticilina (SARM) que lo mantuvo en un hospital durante 4 meses.
Aunque se destacó la participación de artistas como Elton John, Alex Turner, Trent Reznor, Dave Grohl, y el breve retorno de Nick Oliveri, la banda se refirió al tema de este modo "... no me di cuenta del valor añadido de tener este o este u otro artista -de renombre-, pero cuando estás en el proceso de hacer un disco que resulta más complejo de lo que esperabas que fuera... es en esos momentos cuando debes llamar a tus amigos, fue luego del hecho que me percate de ello, pero no era como realmente lo concebimos...".

### Villains(2016-2018)
En junio de 2016, Homme anuncia que ya se han puesto en marcha para trabajar en lo que será el próximo álbum de la banda.
En enero de 2017, Troy Sanders de Mastodon y Gone Is Gone declaró que Queens of the Stone Age lanzará un nuevo álbum más tarde en el año. Después de esto, la banda publicó varias fotos en las redes sociales con su estudio y anunció que se presentaría en el Fuji Rock Festival en julio, su primera actuación en Japón desde 2003. La banda actualizó sus cuentas de redes sociales Con un nuevo logotipo y las palabras "Coming Twentyfive" el 6 de abril de 2017, y anunció una gira por Australia y Nueva Zelanda para comenzar en julio.
El 14 de junio, Queens of the Stone Age anunció oficialmente su nuevo álbum Villains será lanzado el 25 de agosto de 2017. El teaser trailer tomó la forma de una comedia sátira con la banda realizando una prueba de polígrafo con Liam Lynch y presentó un fragmento de La canción "Feet Do not Fail Me". El primer sencillo, "The Way You Used to Do", fue lanzado al día siguiente junto con el anuncio de una gira mundial.

### In Times New Roman(2019-presente)
En una entrevista con Eonmusic en junio de 2019, Billy Gibbons anunció que había colaborado con un nuevo álbum de Queens of the Stone Age que se anunciaría más adelante por Homme. Gibbons también confirmó que Dave Grohl ha estado envuelto en las sesiones de grabación. Grohl más tarde negó los rumores, diciendo que él y Homme simplemente habían pasado un tiempo juntos "conduciendo motocicletas y comiendo gofres".
En mayo de 2023, la banda publicó en sus redes sociales un teaser llamado "The World's Gonna End" y se filtró portada de su nuevo álbum de estudio, In Times New Roman. El teaser publicado en su canal de YouTube ha sido compartido con el hashtag #QOTSA25. Este detalle ha hecho pensar a muchos que el nuevo álbum podría salir a finales de mayo o principios de junio, coincidiendo con el 25º aniversario del debut homónimo de la banda. Además, un cartel gigante ha aparecido en Broadway Market con el lema “Long live the Queens” con la ‘s’ pintada encima. El cartel también tiene la misma corona con una raja sangrienta que se ve en el teaser.

## Miembros

### Actualmente
- Josh Homme - vocalista, guitarra, bajo, piano y compositor (1997-actualidad)
- Troy Van Leeuwen - guitarra, lap steel, teclados, sintetizador, bajo, percusión, coros (2002-actualidad)
- Dean Fertita - teclados, sintetizador, guitarra, percusión, coros (2007-actualidad)
- Michael Shuman - bajo, sintetizador, coros (2007-actualidad)
- Jon Theodore - batería, percusión, samplers (2013-actualidad)

### En el pasado
A continuación los músicos que han formado parte de la banda o que, simplemente, han colaborado en alguno de los álbumes, donde se especifica en que álbum o EP ha participado.

#### Guitarristas
- Brendon McNichol – guitarra, teclados, lap steel (miembro durante los conciertos de 2000–2001); Songs for the Deaf.
- David Catching – guitarra, teclados, lap steel (miembro durante los conciertos de 1998-2000); QotSA, Rated R, Songs for the Deaf, Lullabies to Paralyze.
- Yawning Man – guitarra, teclados (1999).
- John McBain – guitarra, coros (miembro durante los conciertos de 1998-2000)
- Chris Goss - guitarra, bajo, teclados, coros, producción (contribuciones en álbumes junto a la banda durante 2001-2006); QotSA, Rated R, Songs for the Deaf, Lullabies to Paralyze, Era Vulgaris.
- Dean Ween - guitarra, coros; Songs for the Deaf.
- Alain Johannes - guitarra

#### Bajistas
- Alain Johannes – bajo, guitarra, coros (2005-2007); Songs for the Deaf, Lullabies to Paralyze, Era Vulgaris.
- Dan Druff – bajo, guitarra, coros (miembro durante los conciertos de 2004-2005).
- Nick Oliveri – bajo, vocalista, coros (1998-2004); Rated R, Songs for the Deaf.
- Mike Johnson – bajo (miembro durante los conciertos de 1998).
- Van Conner – bajo (miembro durante los conciertos de 1997-1998).

#### Bateristas
- Joey Castillo - batería (2003-2012); Lullabies to Paralyze, Over The Years And Through The Woods y Era Vulgaris.
- Dave Grohl – batería; Songs for the Deaf, ...Like Clockwork.
- Gene Trautmann – batería (miembro durante los conciertos de 1999-2002); Rated R, Songs for the Deaf.
- Nick Lucero – batería, percusión; Rated R.
- Barrett Martin - batería, percusión; Rated R.
- Alfredo Hernández – batería (1997-1999); QotSA.
- Matt Cameron – batería (apariciones en conciertos de 1997).
- Victor Indrizzo - batería; QotSA.
- Jon Theodore - (2014-prestente)

#### Tecladistas
- Natasha Shneider – teclados, coros (2005-2006, falleció en 2008); Lullabyes to Paralyze

#### Vocalistas
- Mark Lanegan - vocalista, teclados (2001-2005, aparición en concierto en 2007 en el T in the Park festival, falleció en 2022); Rated R, Songs for the Deaf, Lullabies to Paralyze, Era Vulgaris.
- John Garcia - vocalista (exvocalista y líder de Kyuss, aparición en concierto en 2005 para cantar «Thumb», «Hurricane» y «Supa Scoopa and Mighty Scoop»).[57]
- Pete Stahl - vocalista (apariciones en vivo en 1998-1999 para cantar «Cake (Who Shit on the?)»).

## Discografía
| Año  | Título                               | Discográfica         |
| ---- | ------------------------------------ | -------------------- |
| 1998 | Queens of the Stone Age              | Loose Groove Records |
| 2000 | Rated R                              | Interscope Records   |
| 2002 | Songs for the Deaf                   | Interscope Records   |
| 2005 | Lullabies to Paralyze                | Interscope Records   |
| 2005 | Over the Years and Through the Woods | Interscope Records   |
| 2007 | Era Vulgaris                         | Interscope Records   |
| 2013 | ...Like Clockwork                    | Matador Records      |
| 2017 | Villains                             | Matador Records      |
| 2023 | In Times New Roman...                | Matador Records      |